# Фёдоровка (Каменский район)
Фёдоровка — село в Каменском районе Пензенской области Российской Федерации, административный центр Фёдоровского сельсовет.

## География
Село, центр Федоровского сельсовета, в 11 км к востоку от Каменки, на реке Атмис, при железнодорожной станции Студенец на линии Москва — Пенза.

## История
Основано в середине 18 века, в конце 1782 года.
Село Фёдоровка получило своё название, по первому поселенцу Фёдору Степанову. «В д. Фёдоровке за Фёдором Степановым, сыном Дубасовым 1 двор с 10 крестьянами обоего пола и 8 деловыми людьми».
В 1900 году была построена церковь в селе Студенец. Она носила имя Николая-Чудотворца.
Летом 1918 года в селе Фёдоровке был создан комитет бедноты, который собирался в здании сельского Совета.
В 1930 году на территории села Фёдоровки и станции Студенец возник первый колхоз «Коммунист».
В 2020 в селе ко Дню Победы реконструировали мемориал, который был построен более 30 лет назад.

## Население
| 1782  | 1864  | 1877  | 1897  | 1911  | 1926  | 1930  |
| ----- | ----- | ----- | ----- | ----- | ----- | ----- |
| 1233  | ↘1220 | ↗2312 | ↘2223 | ↗2417 | ↘2385 | ↗2702 |
| 1939  | 1959  | 1979  | 1989  | 1996  | 2002  | 2010  |
| ↘1872 | ↘506  | ↗1681 | ↘1154 | ↘1146 | ↗1194 | ↘1005 |

### Национальный состав
Согласно результатам переписи 2002 года, 97% населения деревни составляют русские

## Инфраструктура
В селе есть церковь, к западу от церкви имеется благоустроенный Никольский родник, медицинский пункт, паровая мельница.
Фёдоровская Средняя школа.
В селе 8 улиц.

## Известные люди
Николай Васильевич Фомин — актёр, режиссёр, сценарист, исполнитель собственных песен.
Родина Героя Советского Союза, гвардии сержанта, помощника командира стрелкового взвода Александра Андреевича Жеварчёнкова (1919—2002), отличившегося в боях за освобождение Польши.